# 鳥取県道230号小河内加茂線
鳥取県道230号小河内加茂線（とっとりけんどう230ごう おごうちかもせん）は、鳥取県鳥取市を通る一般県道である。

## 概要
鳥取市河原町小河内から鳥取市佐治町加茂に至る。
2007年（平成19年）9月25日に国道482号のルート変更が行われ、鳥取市佐治町加瀬木の加瀬木橋交点から鳥取市佐治町加茂の細尾交点までの間が旧鳥取市道北岸線および本路線のルートに変更され、旧国道482号は鳥取市道3270135号佐治中央線となった。このため、鳥取市佐治町福園から鳥取市佐治町加茂の細尾交点までの間は本路線との重複区間となった。

### 路線データ
- 起点：鳥取県鳥取市河原町小河内（鳥取県道49号鳥取河原用瀬線交点）
- 終点：鳥取県鳥取市佐治町加茂（国道482号上、鳥取市道3270135号佐治中央線起点）

## 歴史
- 1995年（平成7年）3月28日 - 鳥取県告示第275号により鳥取県道230号小河内加茂線として認定される[1]。

## 路線状況

### 重複区間
- 国道482号（鳥取市佐治町福園 - 鳥取市佐治町加茂（終点））

## 地理

### 通過する自治体
- 鳥取県
  - 鳥取市

### 交差する道路
| 交差する道路                                       | 交差する場所 | 交差する場所 |
| -------------------------------------------------- | ------------ | ------------ |
| 鳥取県道49号鳥取河原用瀬線                         | 河原町小河内 | 起点         |
| 国道482号 重複区間起点                             | 佐治町福園   |              |
| 国道482号 重複区間終点 鳥取市道3270135号佐治中央線 | 佐治町加茂   | 終点         |

### 沿線
- さじアストロパーク・佐治天文台
- 鳥取市立佐治小学校